# Bodental
El Bodental (slov. Boden/kärntn. Slov. Póden) es un remoto valle montañoso en los Karavanks en el sur de Carintia, Austria. Situado a poco más de 1.000 metros sobre el nivel del mar, el valle se extiende hacia el suroeste y se puede llegar a él por carretera o a pie desde la carretera del Loibl pass. La zona forma parte de la comunidad catastral de Windisch Bleiberg y desde principios de 1973 forma parte del municipio de Ferlach. El valle se drena a través del Bodenbach, que fluye sobre la cascada de Tschauko en el desfiladero de Tscheppa.
Al ser uno de los valles cerrados más bellos de los Alpes de piedra caliza,  el antiguo valle de montaña de 4 km de largo, de carácter agrícola, se ha convertido en una zona de ocio muy popular. En verano se puede hacer senderismo, por ejemplo en la reserva natural o en el refugio de Klagenfurter Hütte. En invierno, el valle es una de las pocas regiones de deportes de invierno de los Karavanks con pistas de esquí, esquí de fondo, excursiones de invierno y paseos en trineo.

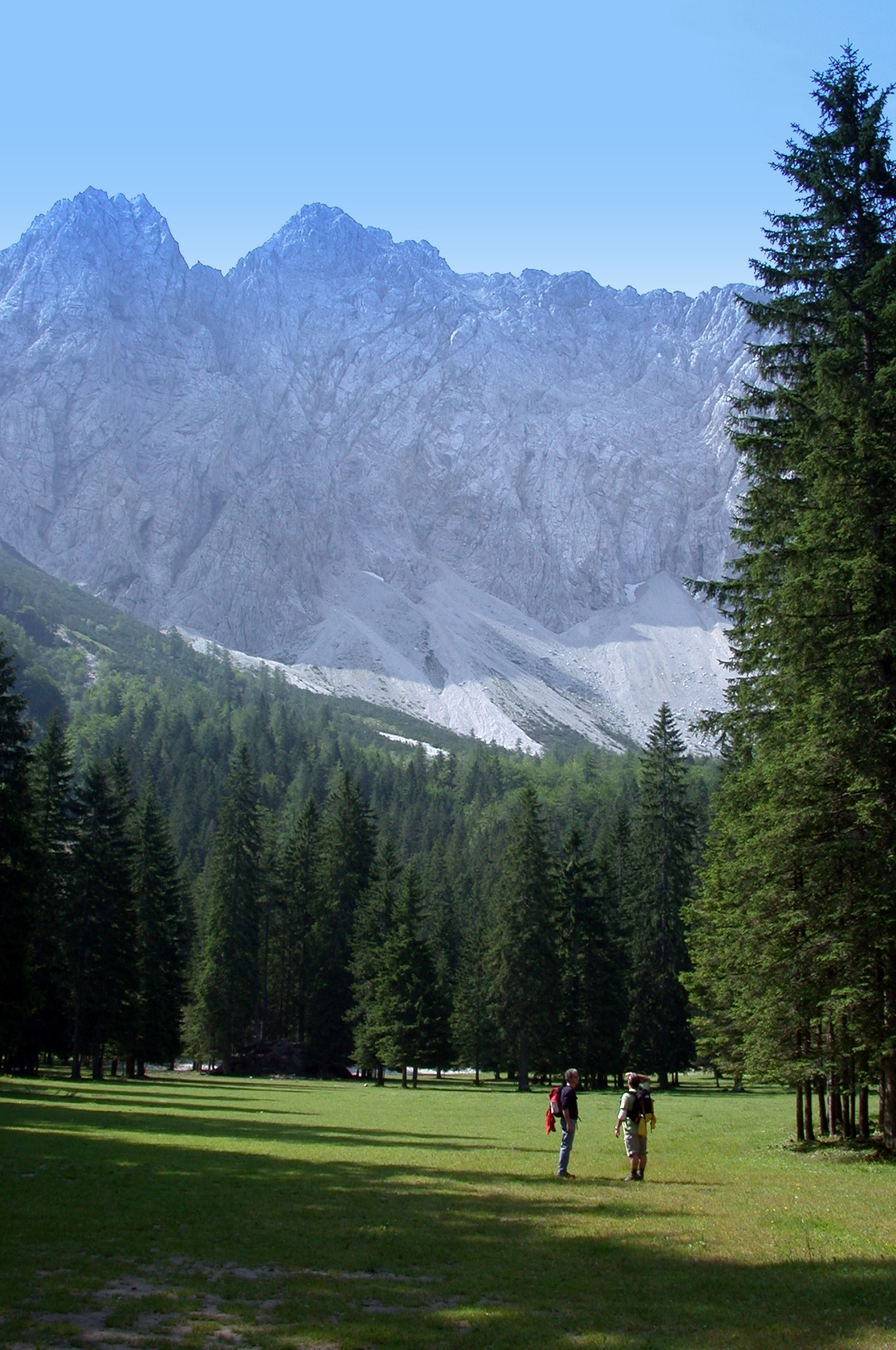
Märchenwiese (prado de cuento de hadas) con Vertatscha
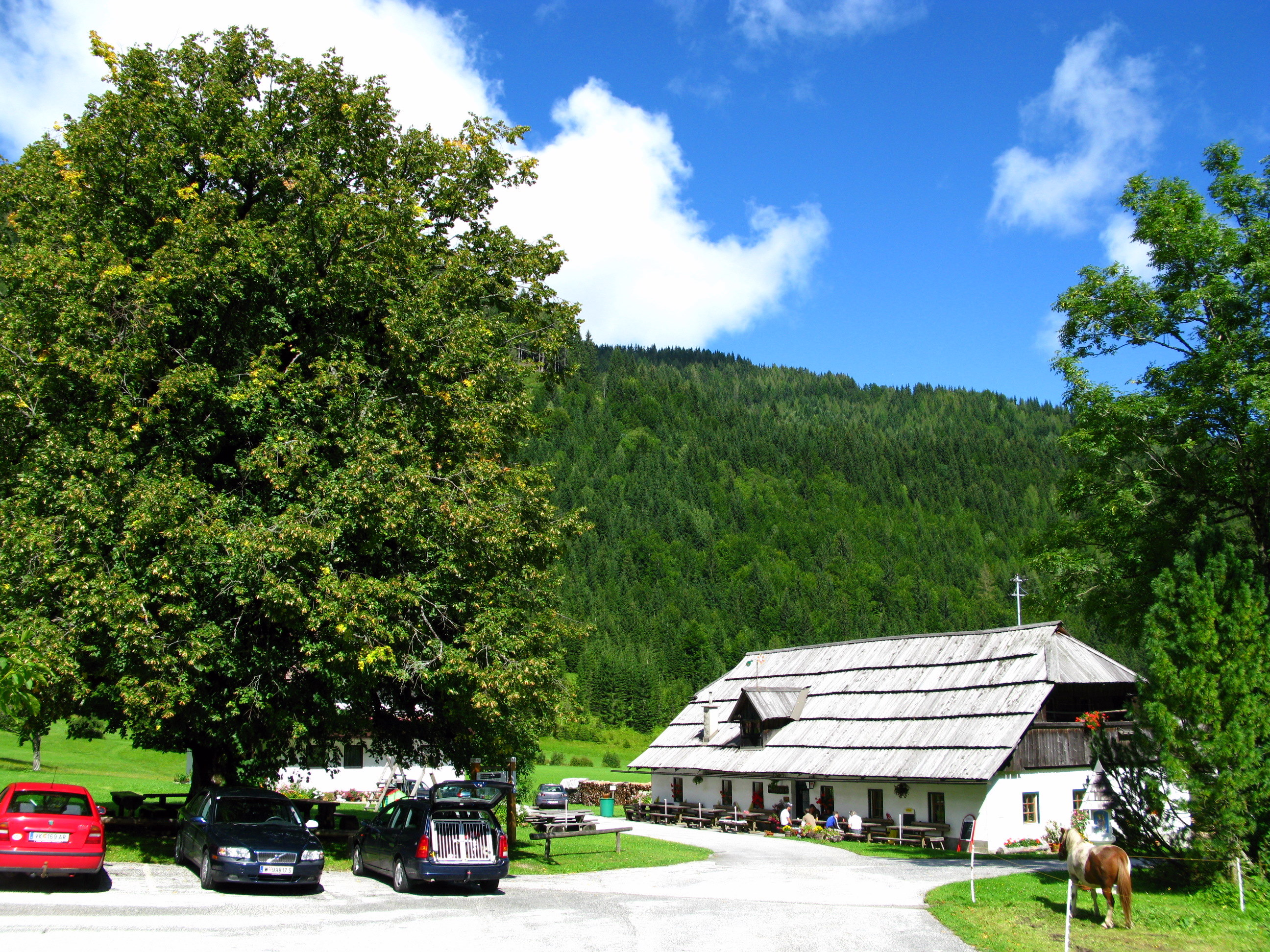
Gasthaus Bodenbauer, verano de 2008
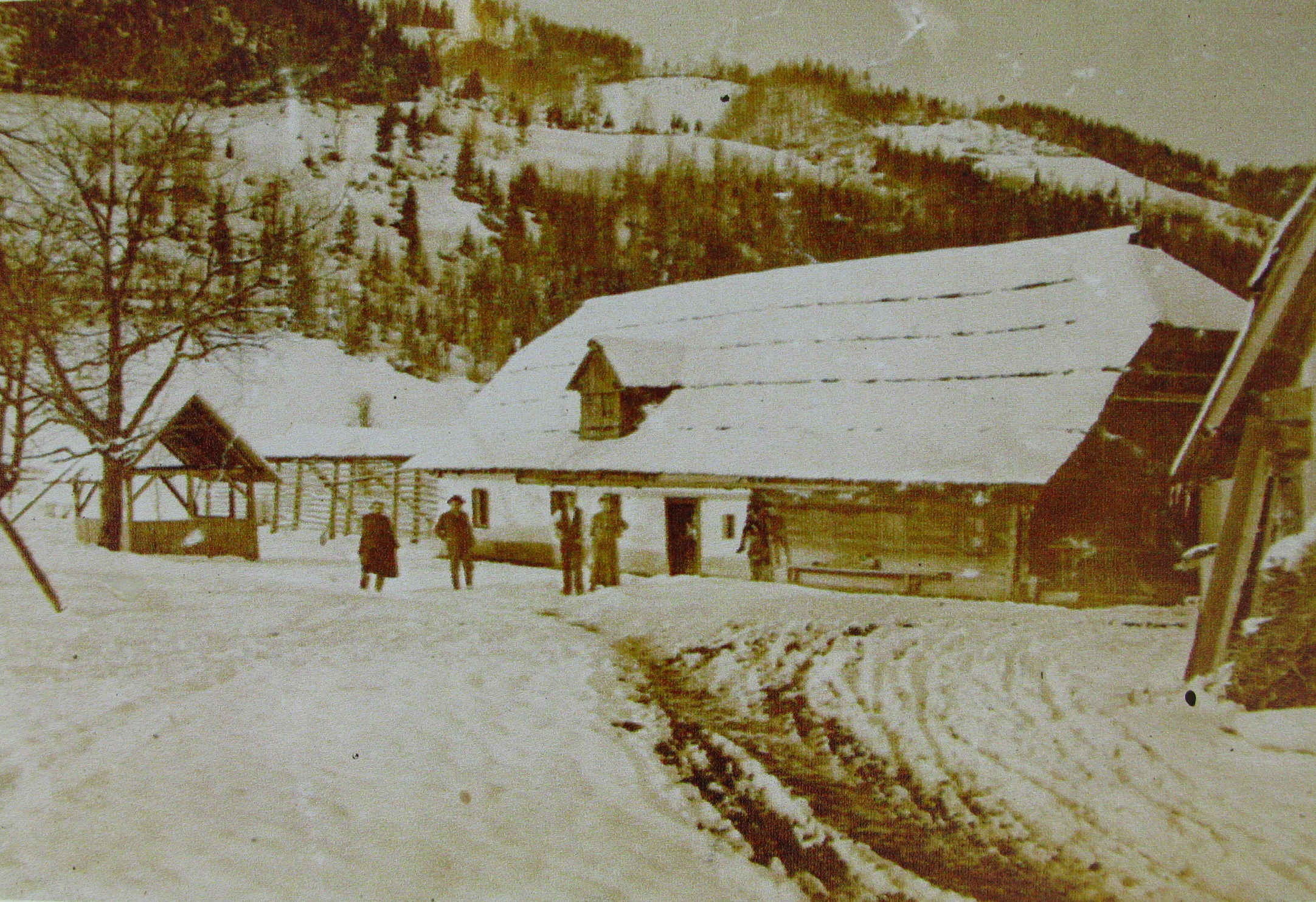
Taverne Bodenbauer, finales de otoño de 1910